# 下奧得河谷國家公園

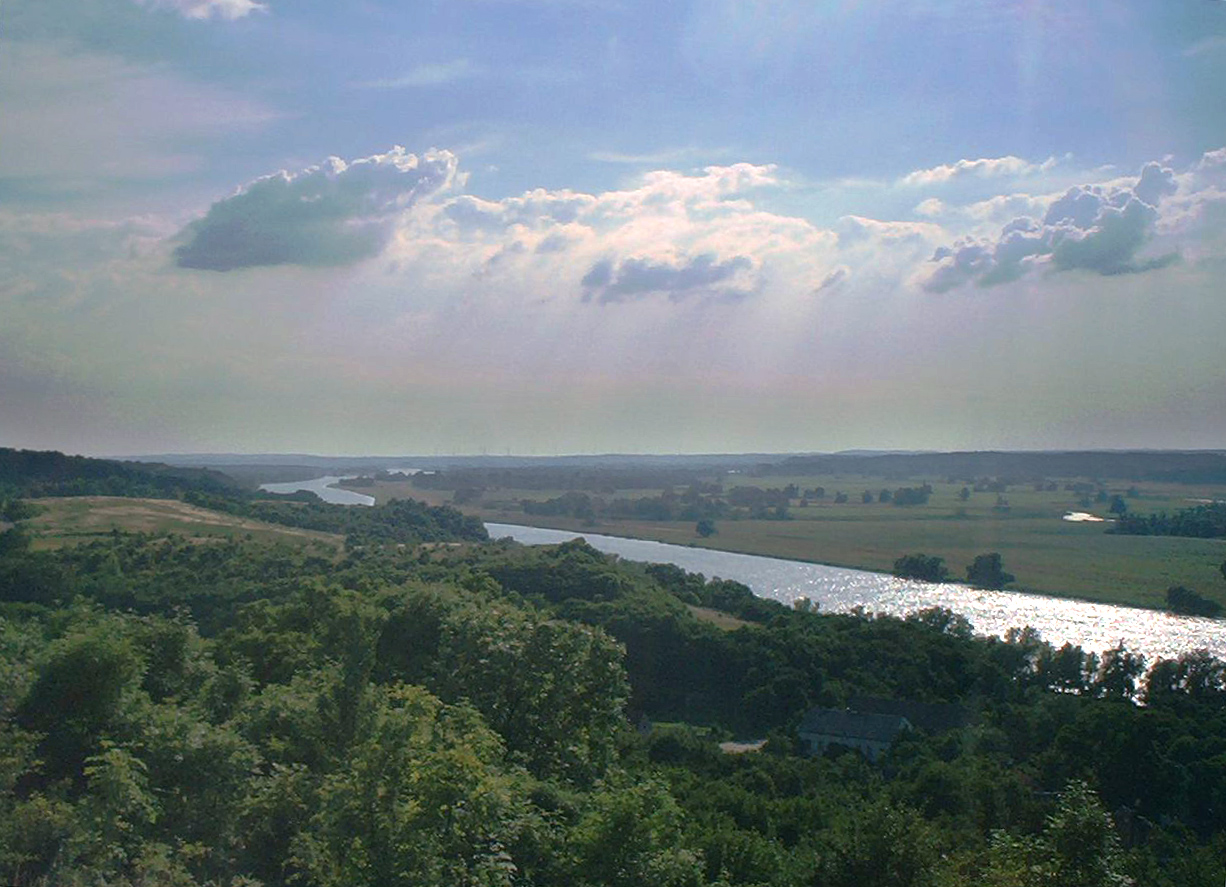

下奧得河谷國家公園（德語：Nationalpark Unteres Odertal）是德國的國家公園，位於奧得河下游西岸，由勃蘭登堡負責管轄，毗鄰與波蘭接壤的邊境，始建於1995年6月28日，面積104平方公里。

## 外部連結
- National park site （页面存档备份，存于）
- Tourism Association （页面存档备份，存于） （德文）